# Punta Mita
Punta de Mita es una península privada de 6,1 km² (1.500 acres) que alberga el Four Seasons Punta Mita, el St. Regis Punta Mita, y 16 comunidades residenciales exclusivas. Se encuentra en el extremo norte de la Bahía de Banderas, en el estado mexicano de Nayarit, unos 16 km (10 millas) al norte de Puerto Vallarta, Jalisco.
Hay evidencias de asentamientos humanos prehistóricos (precontacto) en Nayarit. En la península de Punta Mita, un sitio arqueológico conocido como Cerro Careyeros data del año 800 DC.
Punta de Mita está rodeada por tres de sus lados por 15,3 km (9,5 milles) de playas y calas del Océano Pacífico, incluida la bahía de Litibú.

## Ecosistema empresarial

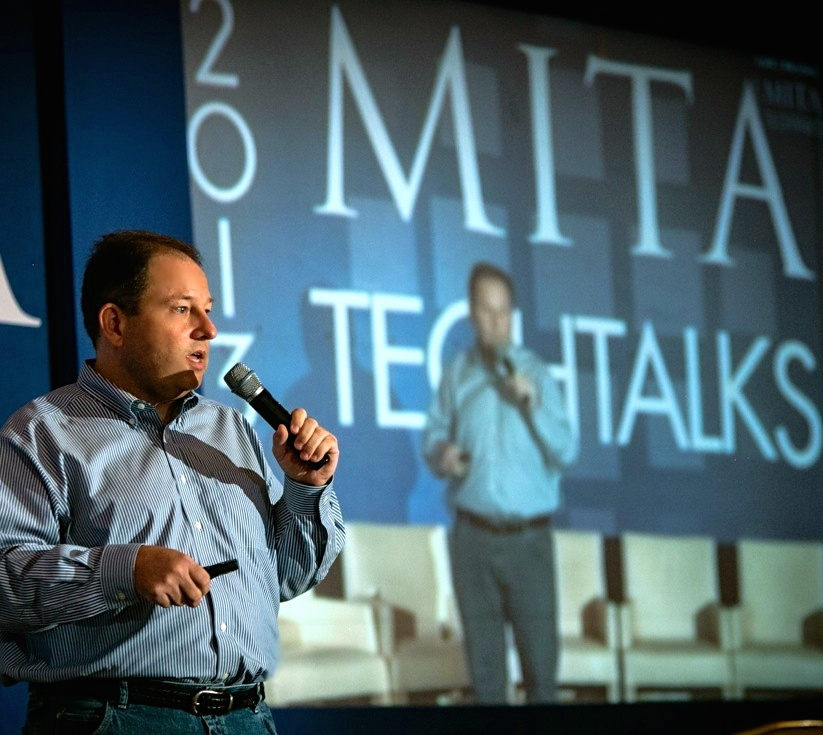
Wendell Brown pronunciando el discurso principal en Mita Tech Talks, noviembre de 2013

En noviembre de 2012, varios prominentes empresarios e inversores de Silicon Valley que poseen propiedades en Punta Mita, incluyendo Wendell Brown, Karen Richardson, Mike Maples y Jon Rubinstein, ayudaron a lanzar un programa de mentoría estructurado y un capital semilla inicial en asociación con el Instituto MITA y Tech Accelerator. El Instituto MITA organiza la conferencia anual "Mita Tech Talks" en Punta Mita, un evento exclusivo al que se concurre solo por invitación y que reúne a inversionistas, empresarios, ejecutivos y políticos de Silicon Valley, Canadá y América Latina.
En 2014, la rama de inversión privada del brazo inversor de Bill Gates adquirió el complejo Four Seasons Punta Mita junto con terrenos adyacentes, por casi 250 millones de dólares en efectivo.
Un artículo de la revista Forbes 2017 describió Punta Mita como un enclave de lujo privado que se ha convertido en un imán para los ejecutivos de firmas de tecnología de alto perfil tales como Apple, Microsoft, Amazon, Qualcomm y British Telecom.

## En la cultura popular

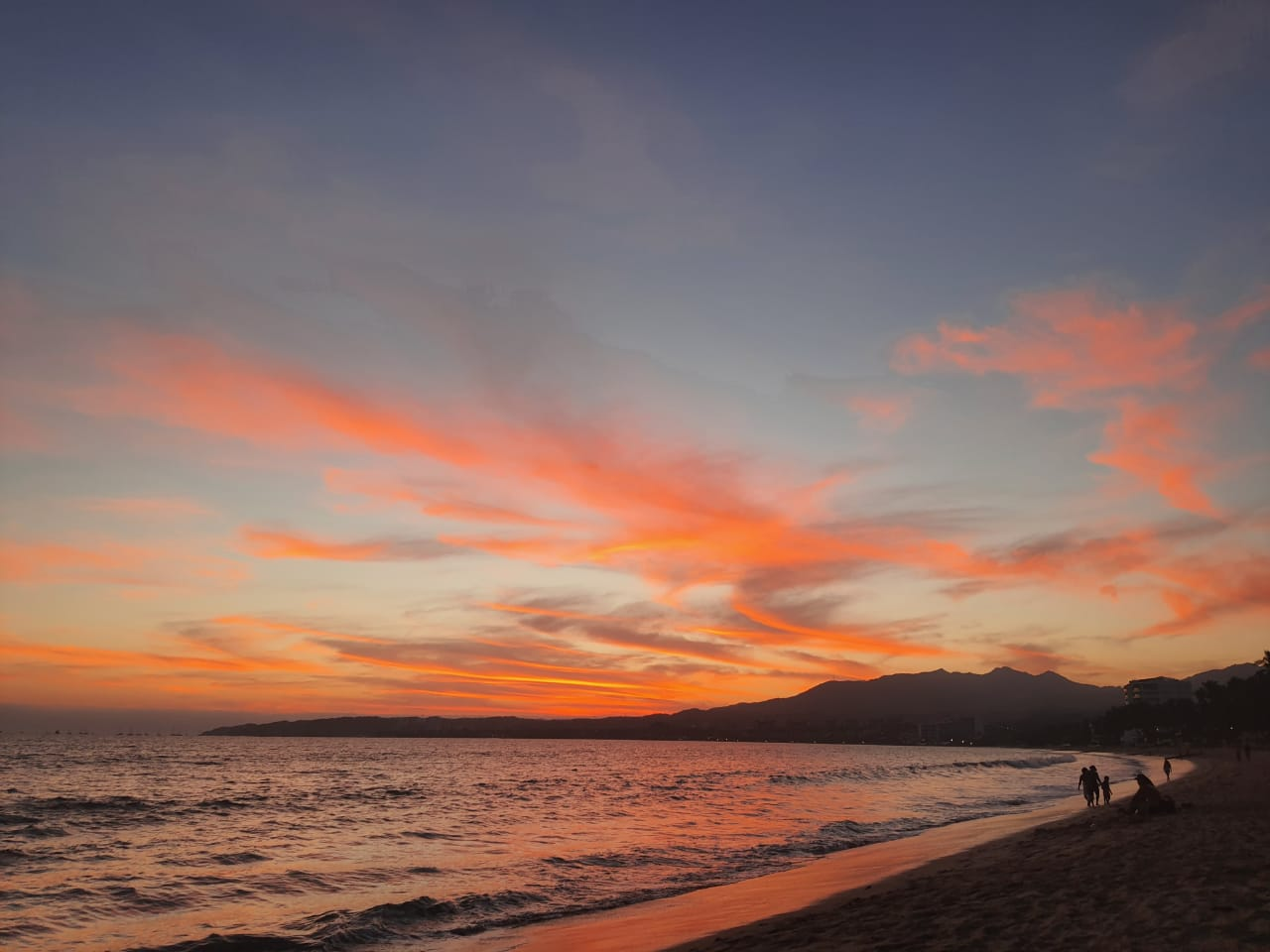
Atardecer en Punta Mita, Nayarit.

Punta Mita es una de las comunidades turísticas más exclusivas de México.
En una tierra que fuera de artesanos, comerciantes y pescadores se ha desarrollado uno de los destinos más sofisticados y selectos de la Riviera Nayarit.
Punta Mita aparece como una ubicación en el juego para teléfonos inteligentes de Kim Kardashian, Kim Kardashian: Hollywood, y las fotos de sus vacaciones con su familia en Punta Mita aparecen regularmente en revistas sobre el estilo de vida de las celebridades.

## Clima
Punta Mita está en la misma latitud que el Archipiélago de Hawái. El clima se mantiene agradable durante todo el año gracias a las suaves brisas marinas, con temperaturas medias de verano de alrededor de 29 °C (85°) y 24 °C (75 °F) durante los meses de invierno.[6] Debido a su clima tropical templado, Punta Mita es un reconocido lugar de vacaciones.
El parque nacional Islas Marietas se encuentra a 15 minutos en bote desde Punta Mita, y es un parque nacional mexicano protegido que fue uno de los destinos favoritos de Jacques Cousteau en ese país.

### Clima
Punta Mita tiene un clima tropical húmedo y seco (Köppen Aw) con temperaturas estables y cálidas durante todo el año, con dos estaciones marcadas: una estación seca de noviembre a mayo, y una estación húmeda de junio a octubre. Durante esta temporada, los huracanes pueden amenazar el pueblo. Los niveles de radiación UV son altos durante todo el año, desde 7 en enero y diciembre, hasta 11+ entre abril y septiembre. El calor y la humedad son moderados entre diciembre y marzo y pueden alcanzar niveles muy altos durante los meses de verano
| Parámetros climáticos promedio de Punta Mita, Nayarit | Parámetros climáticos promedio de Punta Mita, Nayarit | Parámetros climáticos promedio de Punta Mita, Nayarit | Parámetros climáticos promedio de Punta Mita, Nayarit | Parámetros climáticos promedio de Punta Mita, Nayarit | Parámetros climáticos promedio de Punta Mita, Nayarit | Parámetros climáticos promedio de Punta Mita, Nayarit | Parámetros climáticos promedio de Punta Mita, Nayarit | Parámetros climáticos promedio de Punta Mita, Nayarit | Parámetros climáticos promedio de Punta Mita, Nayarit | Parámetros climáticos promedio de Punta Mita, Nayarit | Parámetros climáticos promedio de Punta Mita, Nayarit | Parámetros climáticos promedio de Punta Mita, Nayarit | Parámetros climáticos promedio de Punta Mita, Nayarit |
| Mes                                                   | Ene.                                                  | Feb.                                                  | Mar.                                                  | Abr.                                                  | May.                                                  | Jun.                                                  | Jul.                                                  | Ago.                                                  | Sep.                                                  | Oct.                                                  | Nov.                                                  | Dic.                                                  | Anual                                                 |
| ----------------------------------------------------- | ----------------------------------------------------- | ----------------------------------------------------- | ----------------------------------------------------- | ----------------------------------------------------- | ----------------------------------------------------- | ----------------------------------------------------- | ----------------------------------------------------- | ----------------------------------------------------- | ----------------------------------------------------- | ----------------------------------------------------- | ----------------------------------------------------- | ----------------------------------------------------- | ----------------------------------------------------- |
| Temp. máx. abs. (°C)                                  | 35                                                    | 35                                                    | 34                                                    | 36                                                    | 34                                                    | 39                                                    | 38                                                    | 35                                                    | 37                                                    | 38                                                    | 37                                                    | 36                                                    | 39                                                    |
| Temp. máx. media (°C)                                 | 29                                                    | 29                                                    | 29                                                    | 31                                                    | 32                                                    | 33                                                    | 33                                                    | 33                                                    | 33                                                    | 32                                                    | 32                                                    | 29                                                    | 31.2                                                  |
| Temp. media (°C)                                      | 22                                                    | 22                                                    | 22                                                    | 23.5                                                  | 25.5                                                  | 27.5                                                  | 27.5                                                  | 27.5                                                  | 27.5                                                  | 26.5                                                  | 25                                                    | 22.5                                                  | 24.9                                                  |
| Temp. mín. media (°C)                                 | 15                                                    | 15                                                    | 15                                                    | 16                                                    | 19                                                    | 22                                                    | 22                                                    | 22                                                    | 22                                                    | 21                                                    | 18                                                    | 16                                                    | 18.5                                                  |
| Temp. mín. abs. (°C)                                  | 9                                                     | 9                                                     | 9                                                     | 9                                                     | 10                                                    | 16                                                    | 17                                                    | 21                                                    | 11                                                    | 17                                                    | 14                                                    | 9                                                     | 9                                                     |
| Precipitación total (mm)                              | 23                                                    | 10                                                    | 7                                                     | 5                                                     | 6                                                     | 170                                                   | 319                                                   | 337                                                   | 329                                                   | 121                                                   | 20                                                    | 23                                                    | 1370                                                  |
| Días de precipitaciones (≥ 0.1 mm)                    | 1                                                     | 1                                                     | 1                                                     | 0                                                     | 1                                                     | 11                                                    | 19                                                    | 18                                                    | 17                                                    | 7                                                     | 1                                                     | 2                                                     | 79                                                    |
| Horas de sol                                          | 217                                                   | 224                                                   | 248                                                   | 240                                                   | 248                                                   | 210                                                   | 186                                                   | 186                                                   | 180                                                   | 217                                                   | 210                                                   | 186                                                   | 2552                                                  |
| Fuente: Weather2Travel                                |                                                       |                                                       |                                                       |                                                       |                                                       |                                                       |                                                       |                                                       |                                                       |                                                       |                                                       |                                                       |                                                       |